# MUSIC FOUND BY HDR-HC3
MUSIC FOUND BY HDR-HC3（ミュージック・ファウンド・バイ・HDR-HC3）は、日本のスリーピースバンド、ペトロールズの1stアルバムである。2008年3月24日、enndiscより発売。シングルCD、ASIN B001518ZUU。

## 概要
2008年2月、フィルムコンサートの開催とともに発売が告知された。
メンバー曰く、「こぢんまりとした中途半端なものは作りたくなかった」ということで、フィルムコンサートにて過去のライブ音源から厳選した全12曲が収録されている。
よって、1stアルバムであるが、ライブアルバムという形式である。
本作はライブ映像を収めたビデオカメラ（HDR-HC3）の音源を収録した、非常に珍しい手法で作られたアルバムである。ボーナストラックも収録されている。
公式サイトでは初音源として紹介されているが、2007年4月1日に下北沢ガレージで行われたライブ「激走 亮介街道」会場限定CD「仮免」が出ているため、厳密には初音源ではない。しかし、この商品はAmazon.co.jpでの取り扱いによって全国へその音楽を届けられるようになったことから、「初の公式音源」という意味合いが強い。なお、本作は現在販売終了している。
CDには歌詞カードがなく、ケースにステッカーが1枚貼ってあるだけのシンプルなジャケットである。歌詞は、公式サイトにて、ステッカーに書かれたパスワードを入力することによって見ることができる。

## 収録曲
歌詞カードがないため、作詞・作曲者は不明である。
| #   | タイトル         | 作詞 | 作曲・編曲 | 時間 |
| --- | ---------------- | ---- | ---------- | ---- |
| 1.  | 「夜中の数学」   |      |            | 6:09 |
| 2.  | 「ツバメ」       |      |            | 3:59 |
| 3.  | 「偏食」         |      |            | 7:15 |
| 4.  | 「唯一無二」     |      |            | 4:11 |
| 5.  | 「水族館」       |      |            | 3:43 |
| 6.  | 「無い者ねだり」 |      |            | 3:50 |
| 7.  | 「湖畔」         |      |            | 6:39 |
| 8.  | 「最近」         |      |            | 5:38 |
| 9.  | 「ホロウェイ」   |      |            | 6:36 |
| 10. | 「気化」         |      |            | 7:14 |
| 11. | 「フラップ」     |      |            | 3:53 |
| 12. | 「カーテン」     |      |            | 5:59 |

ボーナストラック
ライブでのセッションを収録。彼らの楽曲のひとつである「O・S・C・A」の間奏における各メンバーのソロが聴ける。この4曲はつながっている。
1. A (0:34)
  - メンバー全員でのセッション。"A"とは「ALL」の略である。
2. B (1:16)
  - 三浦淳悟 (Ba) ソロ。"B"とは「Bass（ベース）」の略である。
3. D (0:37)
  - 河井俊秀 (Dr) ソロ。"D"とは「Drums（ドラム）」の略である。
4. G (1:32)
  - 長岡亮介 (G) ソロ。"G"とは「Guitar（ギター）」の略である。